# Károly Jenő Ujfalvy
Károly Jenő (Charles Eugène) Ujfalvy, född 16 maj 1842 i Wien, död 31 januari 1904 i Florens, var en ungersk-fransk forskningsresande och språkforskare.
Ujfalvy var först militär, flyttade 1867 till Frankrike, där han 1870 blev lärare i tyska vid gymnasiet i Versailles och 1876 docent vid École spéciale des langues orientales vivantes i Paris. På uppdrag av franska regeringen företog han 1876 och 1880 forskningsresor till Centralasien, vilka gjorde hans namn bekant och gav honom stoff till en del etnografiska och geografiska skrifter.
Mera som dilettant än sakkunnig försökte Ujfalvy även i några arbeten, bland annat Étude comparée des langues ougro-finnoises (1875) och Grammaire Finnoise (1876), göra den finsk-ugriska språkvetenskapen känd i utlandet. Av hans hand föreligger också första runan av "Kalevala" (1876) och ett antal dikter av Sándor Petőfi i fransk översättning. Ujfalvys hustru Marie Bourdon skildrade hans första resa i De Paris à Samarkand (1879).